# 1921 en photographie
| Années de la photographie : 1918 - 1919 - 1920 - 1921 - 1922 - 1923 - 1924    |
| Décennies de la photographie : 1890 - 1900 - 1910 - 1920 - 1930 - 1940 - 1950 |

Cet article présente les faits marquants de l'année 1921 en photographie.

## Événements
- Western Union transmet la première photographie en demi-teinte par bélinographe.
- Création du magazine japonais Camera consacré aux appareils photographiques ; le premier numéro paraît en avril[1].
- L'imprimeur français Émile Crété rachète les entreprises de photographie Léon & Lévy et Neurdein et crée la marque Lévy et Neurdein réunis.
- Création de Foma Bohemia Ltd, entreprise tchèque qui fabrique des produits photographiques noir et blanc.

## Photographies et œuvres notables

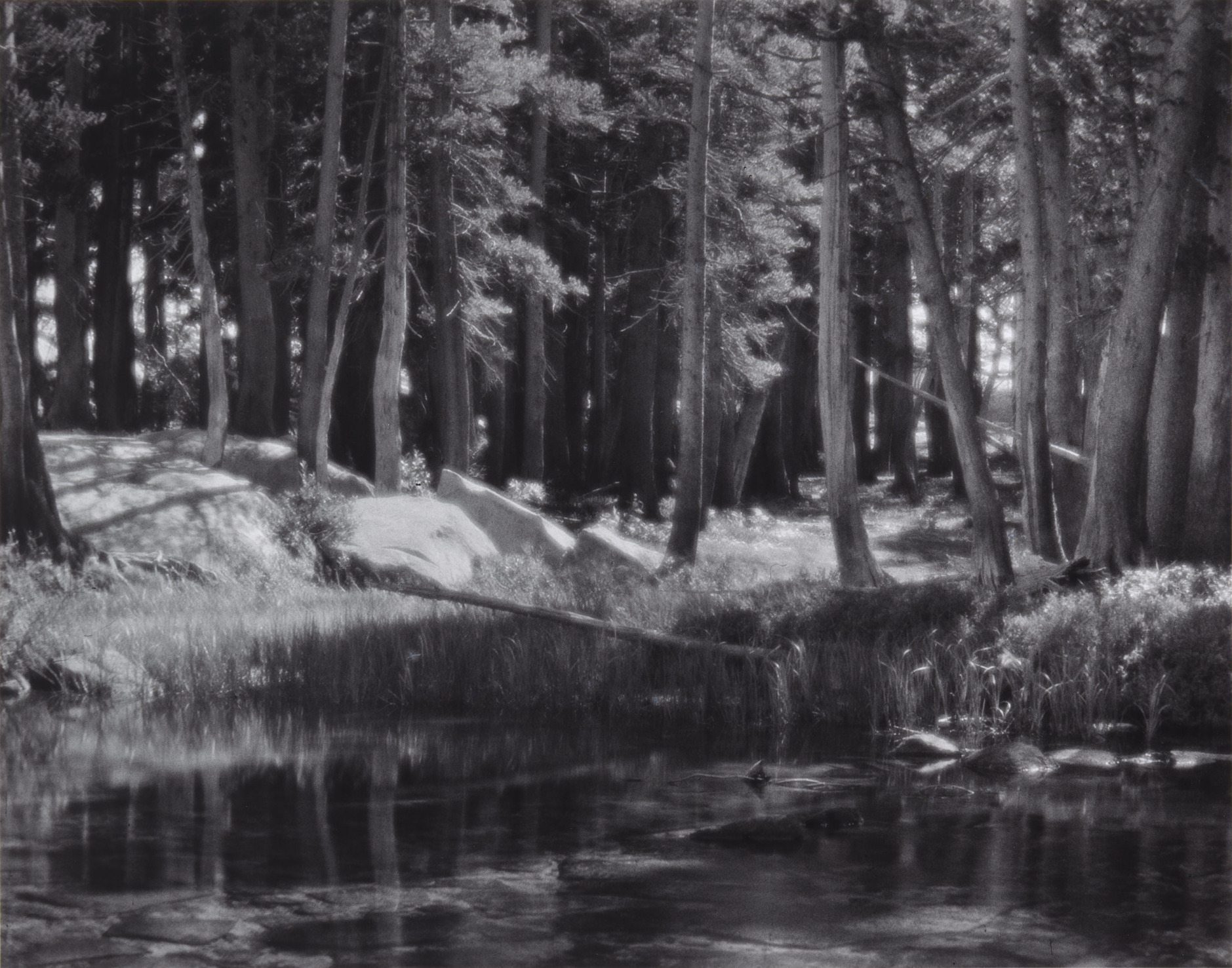
Ansel Adams, Lodgepole Pines, Lyell Fork of the Merced River.

- Ansel Adams, Lodgepole Pines, Lyell Fork of the Merced River (en), une des nombreuses photographies de style pictorialiste prises par Adams dans le parc national de Yosemite[2].
- Charles Sheeler et Paul Strand, Manhatta, court-métrage documentaire de 10 minutes consacré à Manhattan ; l'objectif du film est d'explorer la relation entre la photographie et le cinéma[3],[4].

## Études, essais, articles
- Charles Mendel, Manuel pratique et élémentaire de photographie à l'usage des débutants, Paris, bureaux de "Photo-revue", coll. « Bibliothèque générale de photographie », 112 p.
- Gaston-Henri Niewenglowski, La photographie artistique par les objectifs anachromatiques, Paris, Charles Mendel, coll. « Bibliothèque de la Photo-Revue. Série bleue », no  4, 30-8 p. (lire en ligne).
- Georges Potonniée, « Note sur la date de l’invention de la photographie », Bulletin de la Société française de photographie, tome VIII, n° 11, novembre 1921, p. 312-318 : l'auteur, archiviste de la Société française de photographie, propose 1822 comme date de l’invention de la photographie, ainsi que de rendre hommage à la mémoire de Nicéphore Niépce[5].

## Naissances
- 11 janvier : Fabrizio La Torre, photographe italien, mort le 27 août 2014.
- 13 janvier : Werner Forman, photographe tchèque, mort le 13 février 2010.
- 16 janvier : Francesco Scavullo, photographe américain, mort le 6 janvier 2004.
- 25 janvier : Tom Palumbo, photographe américain, d'origine italienne, mort le 13 octobre 2008.
- 12 février : Janine Niépce, photographe photo-journaliste française, morte le 5 août 2007.
- 16 février : Esther Bubley, photo-journaliste américaine, morte le 16 mars 1998.
- 21 février : Pompeo Posar, photographe américain, mort le 5 avril 2004.
- 2 mars : Ernst Haas, photographe autrichien, mort le 12 septembre 1986.
- 15 mars : Kikujirō Fukushima, photographe japonais, mort le 24 septembre 2015.
- 26 avril : Zbigniew Dłubak, théoricien de l'art, peintre et photographe polonais, mort le 21 août 2005.
- 30 avril : Joan Colom, photographe espagnol, mort le 3 septembre 2017.
- 3 juin : Betty Freeman, photographe et philanthrope américaine, morte le 4 janvier 2009.
- 14 juin : Yasuhiro Ishimoto, photographe américano-japonais, mort le 6 février 2012.
- 20 juin : Jean Dieuzaide, photographe français, un des représentants de la photographie humaniste, mort le 18 septembre 2003.
- 25 juin : Mark Shaw, photographe américain, mort le 26 janvier 1969.
- 27 juin : John Dominis, photographe américain, mort le 20 décembre 2013.
- 4 juillet : Franck Van Deren Coke, photographe américain, mort le 11 juillet 2004.
- 29 juillet : Chris Marker, réalisateur, écrivain et photographe français, mort le 29 juillet 2012.
- 28 août : Jean-Philippe Charbonnier, reporter-photographe français, mort le 28 mai 2004.
- 3 septembre : Ruth Orkin, photographe américaine, morte le 16 janvier 1985.
- 15 septembre : Max Edwin Vaterlaus, photographe et reporter suisse, mort le 26 avril 2004.
- 27 septembre : Jean-Pierre Sudre, photographe français, mort le 6 septembre 1997.
- 26 octobre : Lone Maslocha, photographe danoise d'origine polonaise, morte abattue par la Gestapo en tant que résistante danoise le 3 janvier 1945.
- 20 décembre : Ica Vilander, photographe allemande, morte le 22 avril 2013.
- Date précise inconnue ou non renseignée :
  - José Medeiros, photographe brésilien, mort en 1990.

## Décès
- 30 janvier : Gaston Piprot, photographe et éditeur français de cartes postales, né le 27 décembre 1866.
- 11 mars : Emmanuel Pottier, ethnologue, poète et photographe français, né le 16 décembre 1864.
- 30 mars : Franz Benque, photographe allemand, né le 12 mars 1841.
- 5 mai : William Friese-Greene, photographe britannique, né le 7 septembre 1855.
- 21 mai : Émile Frechon, journaliste et photographe français de l'École naturaliste, né le 22 février 1848.
- 5 juillet : Alexandre Michon, réalisateur, photographe et directeur de la photographie russe d'origine française, né le 5 juillet 1858.
- 2 août : Jean Agélou, photographe français connu pour ses photographies de nu, le 16 octobre 1878.
- 4 août : Lucien Briet, photographe et explorateur français, né le 2 mars 1860.
- 29 septembre : John Thompson, photographe explorateur, photographe de rue et photographe portraitiste écossais, né le 14 juin 1837.
- 15 novembre : Albrecht Meydenbauer, ingénieur allemand, inventeur avec Aimé Laussedat de la photogrammétrie, né le 30 avril 1834.
- 10 décembre : David Bachrach, photographe américain d’origine allemande, né le 16 juillet 1845.
- 6 décembre : Félix Arnaudin, ethnologue, poète et photographe français, né le 30 mai 1844.

## Célébrations

### Centenaire de naissance
- Robert Adamson
- József Borsos
- Louis Colin
- Philip Henry Delamotte
- Jean-Victor Frond
- Alexander Gardner
- Louise Rosalie Gaspard
- Thora Hallager
- Lafon de Camarsac
- Isidore van Kinsbergen
- Louise Leghait
- Pierre Moulin du Coudray de La Blanchère
- Victor Plumier
- Napoléon Sarony
- Adolphe Varin
- Joseph Vigier
- Charles David Winter